# Frederick W. Lander

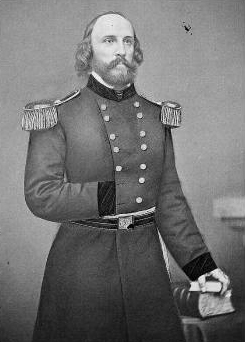
Frederick W. Lander under amerikanska inbördeskriget i unionens uniform.

Frederick William Lander, född 17 december 1821 i Salem, Massachusetts, död 2 mars 1862 i Paw Paw i dåvarande Virginia, var en amerikansk upptäcktsresande, civilingenjör, poet och militär officer. Han utforskade den amerikanska västern under 1850-talet och tjänstgjorde som brigadgeneral i nordstatsarmén under amerikanska inbördeskriget.

## Biografi
Lander föddes i Salem, Massachusetts, som son till Eward och Eliza West Lander. Han studerade vid Governor Dummer Academy, Phillips Academy, Andover och Norwich Military Academy i Vermont, och blev utbildad officer och civilingenjör.
Lander anlitades av USA:s regering på 1850-talet för att söka efter potentiella rutter för den föreslagna transamerikanska järnvägen. Vid en senare privat expedition i samma syfte blev han den enda överlevande medlemmen av expeditionen. Han konstruerade en vagnsled mellan Burnt Ranch i Wyomingterritoriet och Fort Hall i Oregonterritoriet, Lander Road, som färdigställdes 1859 och blev en populär led för resande på Oregon Trail.

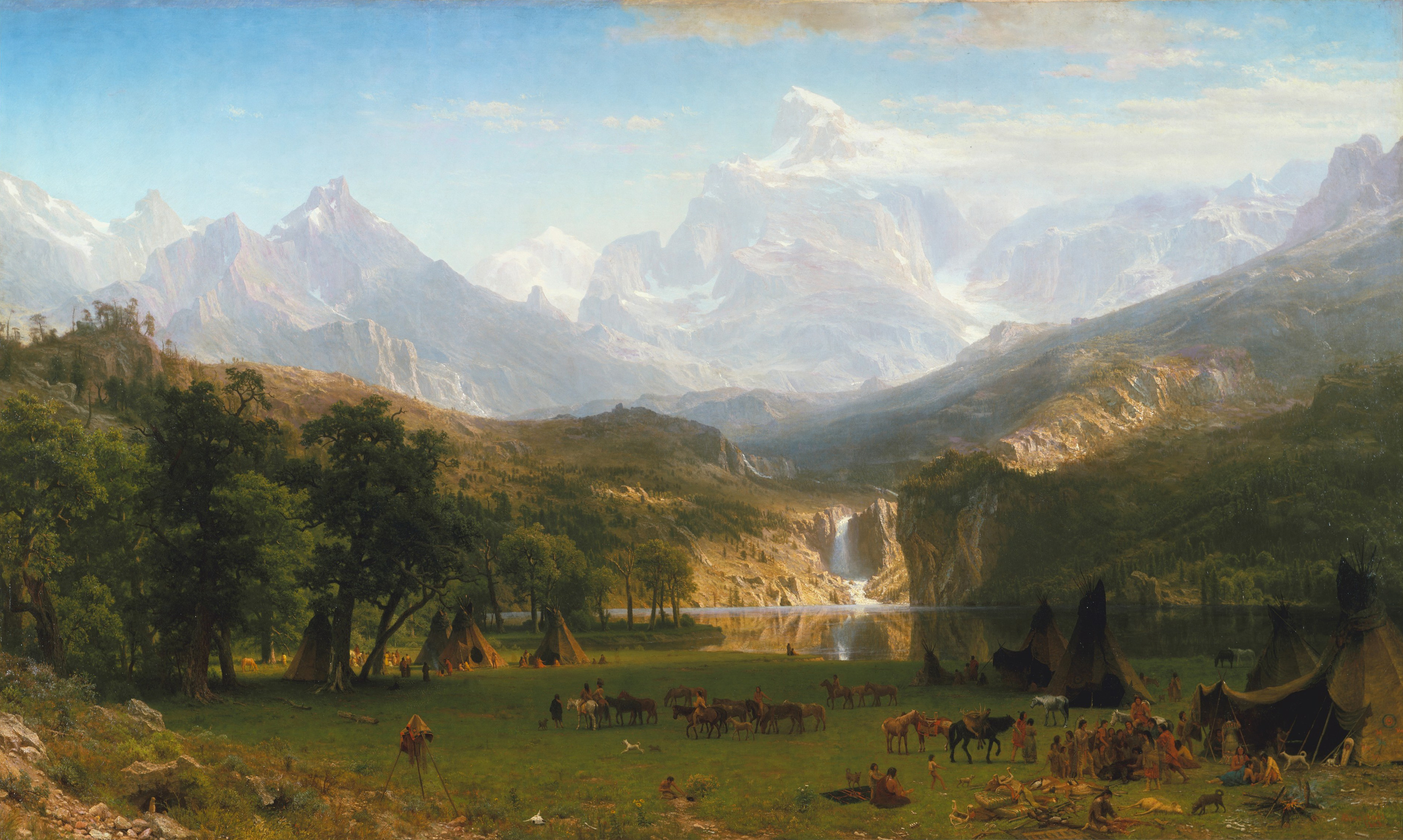
Lander's Peak i Wind River Range, Klippiga bergen, målning av Albert Bierstadt 1863. Bierstadt följde med på Landers expedition 1859 och målade av berget som han också namngav efter Lander vid dennes död 1862. Målningen hänger på Metropolitan Museum of Art i New York.

I Landers expedition för att etablera Lander Road 1859 ingick konstnärerna Albert Bierstadt, Henry Hitchings och Francis Seth Frost, som i fotografier, skisser och målningar var bland de första att dokumentera och avbilda den amerikanska västerns landskap för en bredare publik. 1860 gifte han sig med den brittiska skådespelerskan Jean Margaret Davenport.
Lander tjänstgjorde på Virginiafronten under amerikanska inbördeskriget och förde befäl vid flera sammandrabbningar, bland annat vid sydstaternas bombardemang av Hancock, Maryland, då han framgångsrikt försvarade staden. Han publicerade flera patriotiska dikter om kriget, bland annat en om slaget vid Ball's Bluff som fick stor spridning. Lander dog i fält av lunginflammation 1862 och begravdes på Broad Street Cemetery i Salem, Massachusetts, nära hans föräldrahem.

## Minnesmärken och eftermäle
Flera platser i USA är namngivna efter Lander:
- Staden Lander, Wyoming
- Lander County i Nevada
- Lander Peak i Wind River Range, Sublette County, Wyoming
- Vattendraget Lander Creek
- Orten Lander, Maryland